# I sussurri dell'amore
I sussurri dell'amore (Les murmures de l'Amour) è un dipinto a olio dell'artista francese esponente dell'art pompier William-Adolphe Bouguereau.
L'opera, completata durante l'estate del 1889, si trova attualmente conservata presso il New Orleans Museum of Art, dopo esser stato donato da Mr. e Mrs. Chapman H. Hyams.
Rappresenta una bella ragazza seduta su una roccia e con un vaso appoggiato sotto il braccio sinistro, mentre Cupido le mormora alcune parole all'orecchio, presumibilmente "sussurri d'amore". Il volto della giovinetta è come sopraffatto dal desiderio di piangere, il cuore preso dal pensiero dell'amore. Dietro di loro si staglia un incantevole paesaggio di alberi decidui in un'atmosfera di primavera in fiore